# Riksforsamlingen

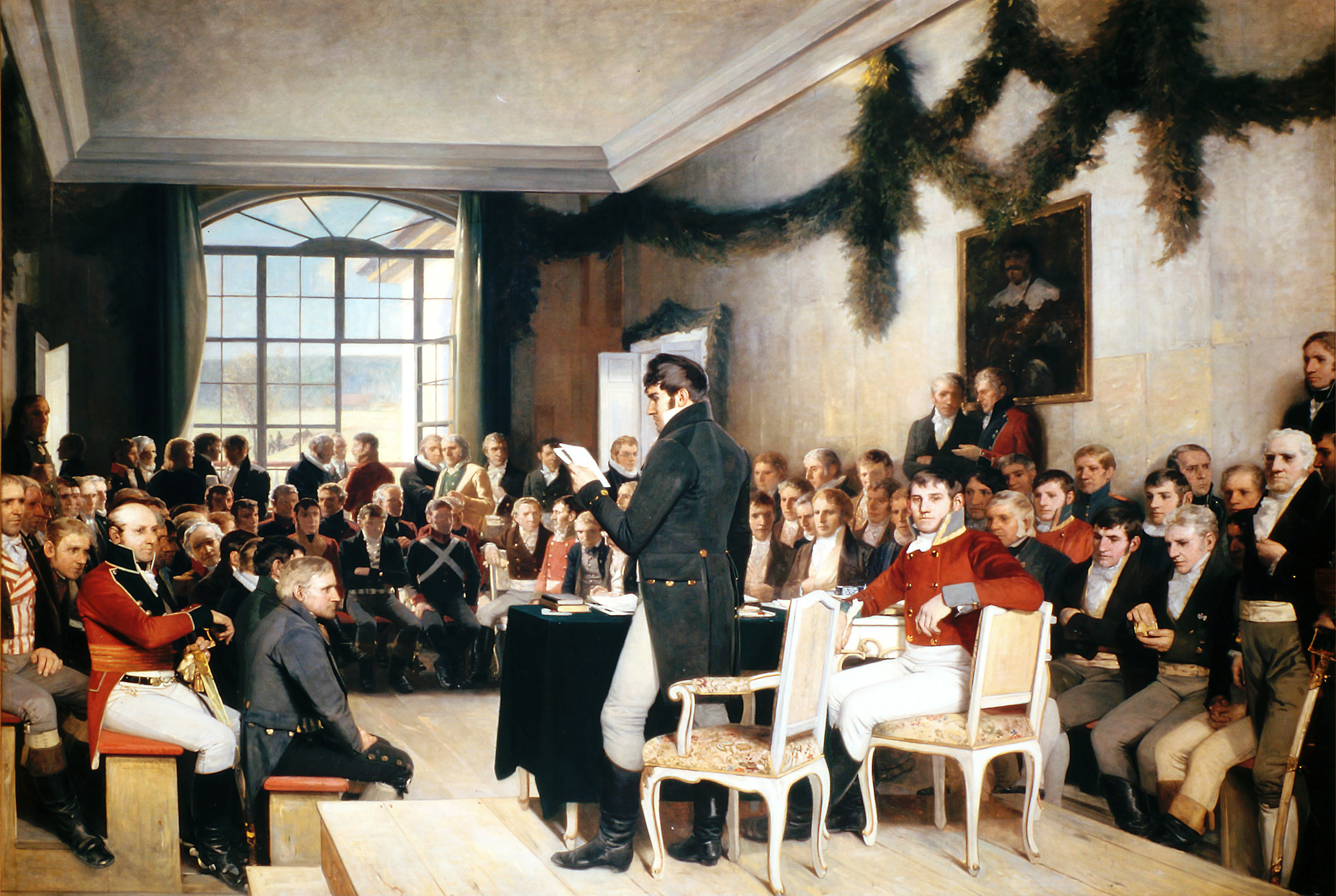
Grunnlovsforsamlingen Eidsvoll 1814 - dipinto di Oscar Wergeland

Il Riksforsamlingen fu l'assemblea istituita in Norvegia nel 1814 col compito di redigere una Costituzione; formata da delegati provenienti da tutto il Paese, aveva sede a Eidsvoll, da cui il nome di Eidsvollsmennene ("Uomini di Eidsvoll") per indicare i suoi componenti.
La Costituzione ("Norges Grunnlov") fu approvata dall'assemblea il 16 maggio 1814 e venne promulgata il giorno successivo; il 17 maggio sarebbe poi divenuta Festa nazionale norvegese.

## Storia
Forzato all'inizio del 1814 a firmare la pace di Kiel come alleato della Francia nella fase finale delle Guerre napoleoniche, il re di Danimarca-Norvegia dovette cedere la Norvegia al re di Svezia. I norvegesi, non consultati, obiettarono alla cessione reale. Il viceré di Danimarca-Norvegia, Christian Frederik, capeggiò un'insurrezione e convocò un'assemblea costituente a Eidsvoll. La Costituzione norvegese del 17 maggio formalizzò l'indipendenza norvegese dopo quasi 400 anni di unione con la Danimarca. Lo stesso giorno, Christian Frederik fu eletto re di Norvegia.
Successivamente la Svezia invase la Norvegia: dopo una campagna di due settimane, il conflitto si concluse con la firma di un trattato di pace (la Convenzione di Moss). Il re Christian Frederik fu costretto ad abdicare, ma la Norvegia rimase di fatto indipendente e mantenne la sua Costituzione con i soli emendamenti necessari per entrare a far parte del regno di Svezia-Norvegia. Il 4 novembre lo Storting emendò la Costituzione e proclamò re di Norvegia Carlo XIII di Svezia.
Sebbene i due stati mantenessero separati i loro governi e le loro istituzioni, eccetto per il re e la politica estera, il malcontento norvegese per questa situazione forzata continuò a crescere. Nel 1905 l'unione fu pacificamente conclusa, dando alla Norvegia la piena indipendenza.